# René Shadbolt
René Mary Shadbolt (Duvauchelle, Península de Banks, 26 de abril de 1903 – Henderson, 16 de agosto de 1977) fue una enfermera civil y militar y comadrona neozelandesa. Fue una de las tres enfermeras neozelandesas que participaron en la guerra civil española.

## Biografía
Shadbolt nació el 26 de abril de 1903 en Duvauchelle, Puerto de Akaroa, hija de Ernest Francis Shadbolt, ganadero de ovejas, y su esposa, Ada Mary Shaw. Pasó sus primeros años en pequeñas comunidades rurales de King Country y Waikato, donde su padre, uno de los litigantes más pintorescos y compulsivos de Nueva Zelanda, se dedicó a la agricultura sin éxito duradero. Su hija mayor heredó su talento para la disidencia y el debate contundentes.
Shadbolt comenzó su formación de enfermería en el hospital de maternidad St. Helens de Auckland en 1927. Posteriormente, cursó la formación de enfermería general, graduándose en 1932, y completó su formación como partera en 1935.
Al estallar la guerra civil española, fue una de las primeras en ofrecerse como voluntaria para un contingente de enfermeras neozelandesas que estaba formando el Comité Español de Ayuda Médica de Nueva Zelanda para viajar a España y apoyar los servicios médicos republicanos. Shadbolt fue designada para liderar el grupo, que incluía a Isobel Dodds, enfermera de 22 años del Hospital Wellington, y a Millicent Sharples, de 46 años, que trabajaba en un hospital privado de Levin.
Antes de partir de Auckland, las autoridades las detuvieron e interrogaron durante tres horas acerca de sus opiniones políticas y los motivos de su viaje. Sin embargo, tras mantenerse firmes en sus respuestas, lograron continuar con su plan y partieron según lo previsto.
Estas enfermeras trabajaron en un hospital de la Brigada Internacional ubicado en un monasterio del siglo XII en Huete, provincia de Cuenca. Allí enfrentaron condiciones extremas, como amputaciones debido a congelaciones y jornadas de hasta 48 horas continuas durante los picos de bajas en el frente. A pesar de las adversidades, su compromiso fue inquebrantable. René Shadbolt se casó en 1938, con un brigadista alemán, Willi Remmel, herido que había tratado en el hospital, pero poco después cada uno de ellos tuvo que volver a su país, por lo que no se vieron más.
Fue enfermera en un hospital militar de convalecencia durante la Segunda Guerra Mundial, y de 1949 a 1967 fue matrona del Hospital Hokianga en Rawene, Northland. En 1969, con motivo del Cumpleaños de la Reina, fue nombrada Miembro de la Orden del Imperio británico en reconocimiento a sus servicios.
Se volvió a casar en 1944 con George MacLennan. En su memoria se estableció una beca de enfermería para enfermeras en formación del área de Hokianga, la Beca Rene Mary MacLennan.
En el barrio de Blockhouse Bay, en Auckland, hay un parque llamado Sister Rene Shadbolt Park, bautizado en su honor.